# Bahnstrecke Ystad–Simrishamn
| Bahnhof Tomelilla |                                          |                                                               |                                                               |
| Streckennummer: | 90                                       |                                                               |                                                               |
| Kursbuchstrecke: | 107                                      |                                                               |                                                               |
| Streckenlänge: | 46 km                                    |                                                               |                                                               |
| Spurweite: | 1435 mm (Normalspur)                     |                                                               |                                                               |
| Stromsystem: | 15 kV 16 2/3 Hz ~                        |                                                               |                                                               |
| Maximale Neigung: | 13 ‰                                     |                                                               |                                                               |
| Streckengeschwindigkeit: | Bandel 969: (Ystad)–Simrishamn: 140 km/h |                                                               |                                                               |
| |                                          |                                                               |                                                               |
| \| \| \| Strecke von Malmö \| \| \| \| 75,820 \| Ystad \| Ystad \| \| \| 74,300 \| Ystads Saltsjöbad \| Ystads Saltsjöbad \| \| \| 67,921 \| Köpingebro \| Köpingebro \| \| \| \| ehem. Strecke nach Gärsnas \| \| \| \| 66,100 \| Stora Köpinge \| Stora Köpinge \| \| \| \| (1933 bis 15. Juni 2003) \| \| \| \| 64,789 \| Svenstorp \| Svenstorp \| \| \| 60,954 \| Örup \| Örup \| \| \| \| ehem. Strecke von Eslöv \| \| \| \| \| ehem. Strecke von Brösarp \| \| \| \| \| ehem. von Malmö \| \| \| \| 56,494 69,280 \| Tomelilla (1865) \| Tomelilla (1865) \| \| \| \| \| \| \| \| 70,737 \| Ullstorp[2] (1895–1920er Jahre) \| Ullstorp[2] (1895–1920er Jahre) \| \| \| 75,480 \| Lunnarp (1882) \| Lunnarp (1882) \| \| \| 80,455 \| Smedstorp (1882) \| Smedstorp (1882) \| \| \| \| Komstadån \| \| \| \| \| ehem. Strecke von Ystad \| \| \| \| 84,676 \| Gärsnäs (1882) \| Gärsnäs (1882) \| \| \| \| ehem. Strecke nach Sankt Olof \| \| \| \| \| \| \| \| \| 88,209 \| Östra Tommarp (bis 2003, 1910–1989 Tommarp, 1882–1910 Tomarp) \| Östra Tommarp (bis 2003, 1910–1989 Tommarp, 1882–1910 Tomarp) \| \| \| \| \| \| \| \| 91,587 \| Jerrestad (1882) \| Jerrestad (1882) \| \| \| 93,270 \| Bjärsjö (1882 als Bjersjömölla) \| Bjärsjö (1882 als Bjersjömölla) \| \| \| \| Sand- bzw. Kiesgrube[3][4] (1899) \| \| \| \| \| Tommarpsån \| \| \| \| \| Simrishamn hamn[5] (Ostsee) \| \| \| \| 96,048 \| Simrishamn C (1882) \| Simrishamn C (1882) \| \| \| \| Hafengleis[6] (1882-1983) \| \| \| \| \| \| \| |                                          |                                                               |                                                               |
| Strecke |                                          | Strecke von Malmö                                             | Strecke von Malmö                                             |
| Bahnhof | 75,820                                   | Ystad                                                         | Ystad                                                         |
| ehemaliger Haltepunkt / Haltestelle | 74,300                                   | Ystads Saltsjöbad                                             | Ystads Saltsjöbad                                             |
| Bahnhof | 67,921                                   | Köpingebro                                                    | Köpingebro                                                    |
| Abzweig geradeaus und ehemals nach rechts |                                          | ehem. Strecke nach Gärsnas                                    | ehem. Strecke nach Gärsnas                                    |
| ehemaliger Bahnhof | 66,100                                   | Stora Köpinge                                                 | Stora Köpinge                                                 |
| Strecke |                                          | (1933 bis 15. Juni 2003)                                      | (1933 bis 15. Juni 2003)                                      |
| ehemaliger Bahnhof | 64,789                                   | Svenstorp                                                     | Svenstorp                                                     |
| ehemaliger Haltepunkt / Haltestelle | 60,954                                   | Örup                                                          | Örup                                                          |
| Strecke · Strecke (außer Betrieb) |                                          | ehem. Strecke von Eslöv                                       | ehem. Strecke von Eslöv                                       |
| Strecke · Abzweig geradeaus und von links (Strecke außer Betrieb) |                                          | ehem. Strecke von Brösarp                                     | ehem. Strecke von Brösarp                                     |
| Strecke · Abzweig geradeaus und von rechts (Strecke außer Betrieb) |                                          | ehem. von Malmö                                               | ehem. von Malmö                                               |
| Strecke · Kopfbahnhof Strecke bis hier außer Betrieb | 56,494 69,280                            | Tomelilla (1865)                                              | Tomelilla (1865)                                              |
| Strecke nach links · Abzweig geradeaus und nach rechts |                                          |                                                               |                                                               |
| ehemalige Blockstelle | 70,737                                   | Ullstorp (1895–1920er Jahre)                                  | Ullstorp (1895–1920er Jahre)                                  |
| Bahnhof | 75,480                                   | Lunnarp (1882)                                                | Lunnarp (1882)                                                |
| Bahnhof | 80,455                                   | Smedstorp (1882)                                              | Smedstorp (1882)                                              |
| Brücke über Wasserlauf |                                          | Komstadån                                                     | Komstadån                                                     |
| Abzweig geradeaus und ehemals von rechts |                                          | ehem. Strecke von Ystad                                       | ehem. Strecke von Ystad                                       |
| Bahnhof | 84,676                                   | Gärsnäs (1882)                                                | Gärsnäs (1882)                                                |
| Abzweig geradeaus und ehemals nach links |                                          | ehem. Strecke nach Sankt Olof                                 | ehem. Strecke nach Sankt Olof                                 |
| |                                          |                                                               |                                                               |
| ehemaliger Bahnhof | 88,209                                   | Östra Tommarp (bis 2003, 1910–1989 Tommarp, 1882–1910 Tomarp) | Östra Tommarp (bis 2003, 1910–1989 Tommarp, 1882–1910 Tomarp) |
| |                                          |                                                               |                                                               |
| ehemaliger Bahnhof | 91,587                                   | Jerrestad (1882)                                              | Jerrestad (1882)                                              |
| ehemaliger Haltepunkt / Haltestelle | 93,270                                   | Bjärsjö (1882 als Bjersjömölla)                               | Bjärsjö (1882 als Bjersjömölla)                               |
| Strecke |                                          | Sand- bzw. Kiesgrube (1899)                                   | Sand- bzw. Kiesgrube (1899)                                   |
| Brücke über Wasserlauf · Brücke über Wasserlauf (Strecke außer Betrieb) |                                          | Tommarpsån                                                    | Tommarpsån                                                    |
| Strecke · Blockstelle (Strecke außer Betrieb) |                                          | Simrishamn hamn (Ostsee)                                      | Simrishamn hamn (Ostsee)                                      |
| Kopfbahnhof Strecke ab hier außer Betrieb · Strecke (außer Betrieb) | 96,048                                   | Simrishamn C (1882)                                           | Simrishamn C (1882)                                           |
| Abzweig geradeaus und von links (Strecke außer Betrieb) · Strecke nach rechts (außer Betrieb) |                                          | Hafengleis (1882-1983)                                        | Hafengleis (1882-1983)                                        |
| |                                          |                                                               |                                                               |

Die Bahnstrecke Ystad–Simrishamn ist eine schwedische Bahnstrecke in Skåne. Sie hat eine Länge von 46 Kilometern. Die Normalspurstrecke ist durchgehend einspurig und elektrifiziert. Besitzer der Strecke ist der schwedische Staat. Betreiber der Strecke ist das Unternehmen Skånetrafiken.
Die seit der Namensgebung der Bahnstrecken zu Beginn der 1990er Jahre durch Banverket schwedisch Österlenbanan bezeichnete Strecke besteht historisch aus zwei Streckenteilen, die von zwei verschiedenen privaten Eisenbahngesellschaften gebaut wurden.

## Geschichte

### Abschnitt Ystad–Tomelilla
Dieser Streckenteil ist der Rest der von Ystad–Eslövs Järnvägsaktiebolag erbauten und 1866 in Betrieb genommenen Strecke zwischen Ystad über Tomelilla nach Eslöv führenden Bahnstrecke. Dies war die erste Eisenbahnstrecke, die Ystad erreichte.

### Abschnitt Tomelilla–Simrishamn
Am 24. März 1882 erhielt die Simrishamn–Tomelilla Järnväg (CTJ) eine Konzession für den Bau einer Linie zwischen Tomelilla und Simrishamn. Am 16. Dezember 1882 wurde die Strecke für den öffentlichen Verkehr freigegeben.
Die Baukosten wurden auf 663.000 Kronen beziffert und die Anschaffung der Fahrzeuge kostete 137.000 Kronen. Anfang 1896 kaufte die Malmö–Tomelilla Järnväg (MöToJ) die Simrishamn–Tomelilla Järnväg (CTJ) auf und wurde in Malmö–Simrishamns Järnvägar (MSJ) umbenannt.

### Betrieb
1991 übernahm die neugegründete Österlentåg AB von den schwedischen Staatsbahnen den Güterverkehr auf dem Abschnitt Köpingebro–Simrishamn. Im Jahr 1994 wurde die Österlentåg AB jedoch insolvent.
1996 wurde der Bahnhof Ystad im Zuge der Elektrifizierung der Bahnstrecke Malmö–Ystad elektrifiziert. Daraufhin wurde entschieden, den Abschnitt nach Simrishamn ebenfalls zu elektrifizieren. 2001 begannen die Vorbereitungen dazu. Im darauffolgenden Sommer wurde die Strecke komplett gesperrt und dabei erneuert. Am 20. September 2003 begann mit der Wiedereröffnung der elektrische Betrieb auf der Strecke.
Die Strecke wurde ein Teil des Pågatåg-Regionalzug-Netzwerkes. Der Verkehr wird von Skånetrafiken durchgeführt. 2019 verkehren Triebwagen der Typs X61. Seit der Einstellung der Zuckerfabrik in Köpingebro 2006 gibt es keinen Güterverkehr mehr auf der Strecke.

## Galerie

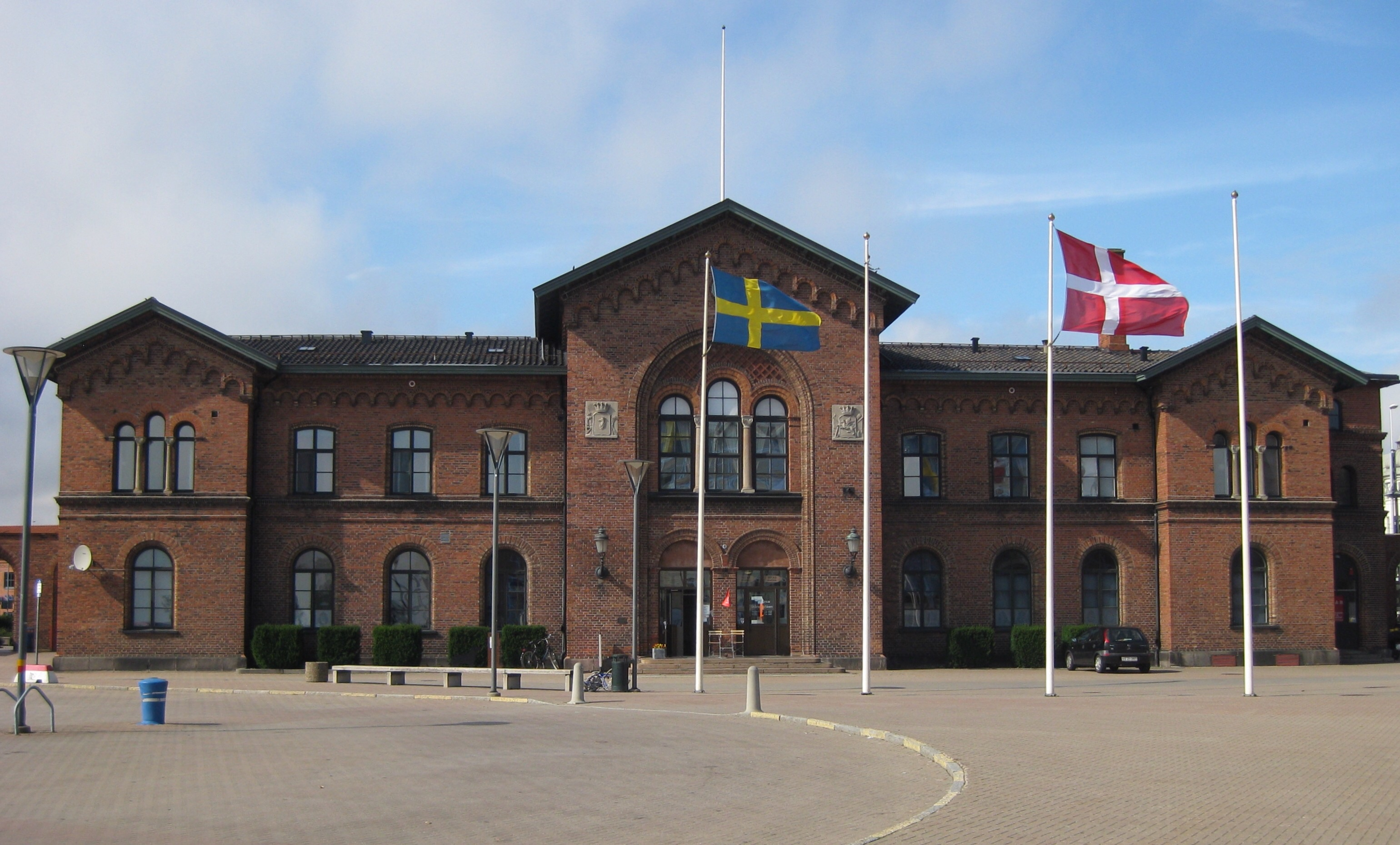
Bahnhof Ystad
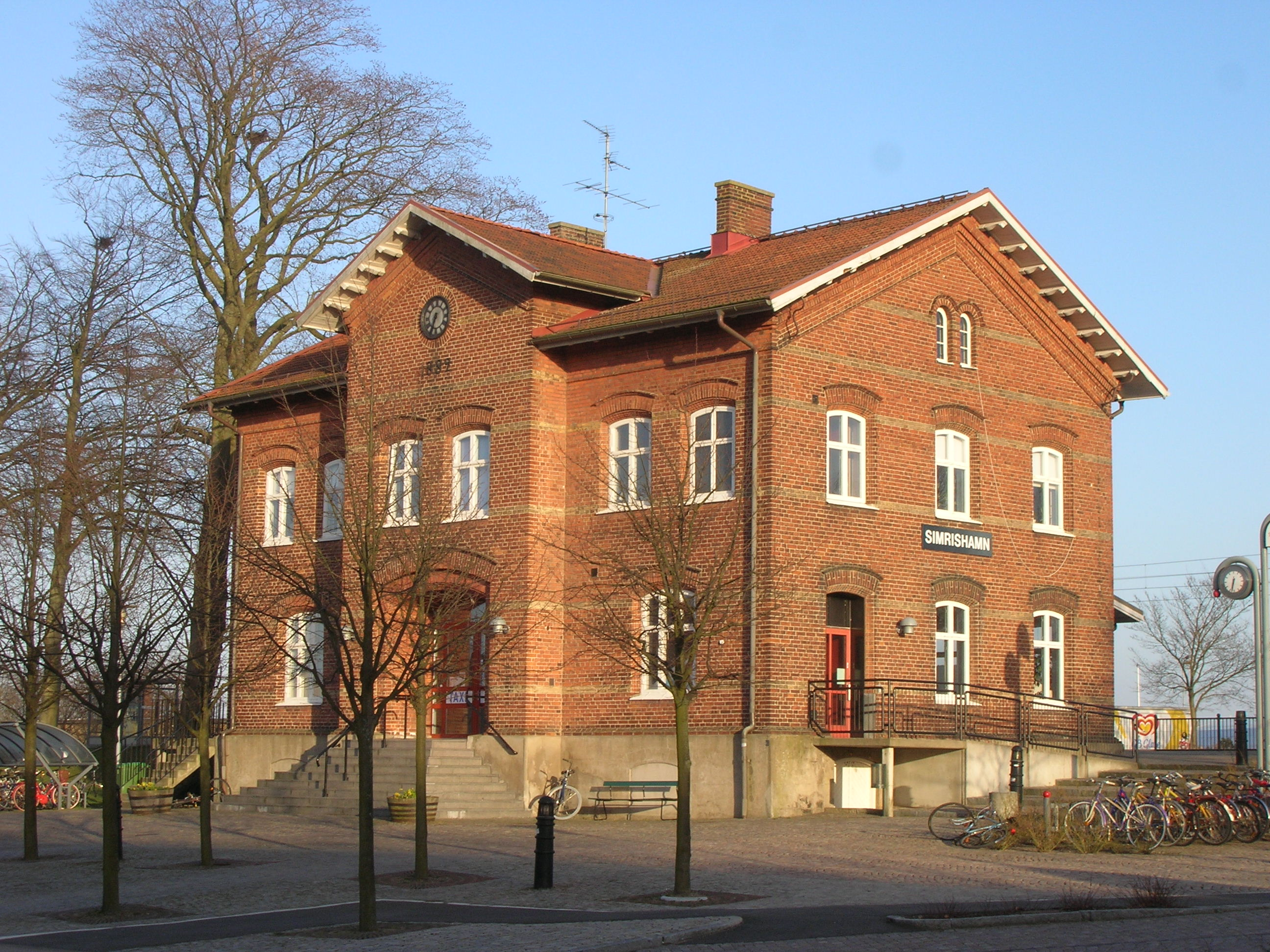
Bahnhof Simrishamn